# Yanic Niederhäuser
Yanic Konan Niederhäuser (* 14. März 2003) ist ein Schweizer Basketballspieler.

## Werdegang
Der aus Fräschels stammende, zweisprachig aufgewachsene (Deutsch, Französisch) Niederhäuser begann mit neun Jahren in Neuenburg mit dem Basketballspiel. Er betrieb als Jugendlicher zeitweilig auch Judo. Er wechselte in den Nachwuchsbereich von Fribourg Olympic. Niederhäuser wurde Schweizer Jugendnationalspieler.
2018 wechselte er ans Basketballinternat der Urspringschule nach Deutschland. Anfang November 2021 kam er zu seinem ersten Einsatz für Ehingen/Urspring in der 2. Bundesliga ProA. Zur Saison 2022/23 wechselte er an die Northern Illinois University in die Vereinigten Staaten. 2024 nahm er einen Hochschulwechsel innerhalb des Landes vor, studierte und spielte fortan an der Pennsylvania State University. Dort wurde er schnell ein Leistungsträger und erzielte im Spieljahr 2024/25 im Durchschnitt 12,9 Punkte, 6,3 Rebounds sowie 2,3 Blocks je Begegnung. Im April 2025 gab Niederhäuser seine Absicht bekannt, sich für das Draftverfahren der NBA einzuschreiben. Dort wählten ihn die Los Angeles Clippers an 30. Stelle aus.

### Nationalmannschaft
Bei der B-Europameisterschaft der Altersklasse U20 im Sommer 2023 erzielte er im Mittel 7,7 Punkte je Turnierspiel.